# Lotfjärden
Lotfjärden är en fjärd i Finland. Den ligger i landskapet Egentliga Finland, i den sydvästra delen av landet, 190 km väster om huvudstaden Helsingfors.
Lotfjärden överlappar till stora delar med Tränskärs fjärden, men i huvudsak avgränsas Lotfjärden av Västerlandet i nordöst, Björkö i öster, Lotan i sydöst, Tränskärs grynnorna i söder och Järnhattarna i väster medan Tränskärs fjärden ligger mer åt nordväst. Lotfjärden ansluter till Bodö fjärden i öster.